# Georgia en los Juegos Paralímpicos de Pekín 2008
Georgia estuvo representada en los Juegos Paralímpicos de Pekín 2008 por un deportista masculino. El equipo paralímpico georgiano no obtuvo ninguna medalla en estos Juegos.